# طرح‌نگار الکترونی

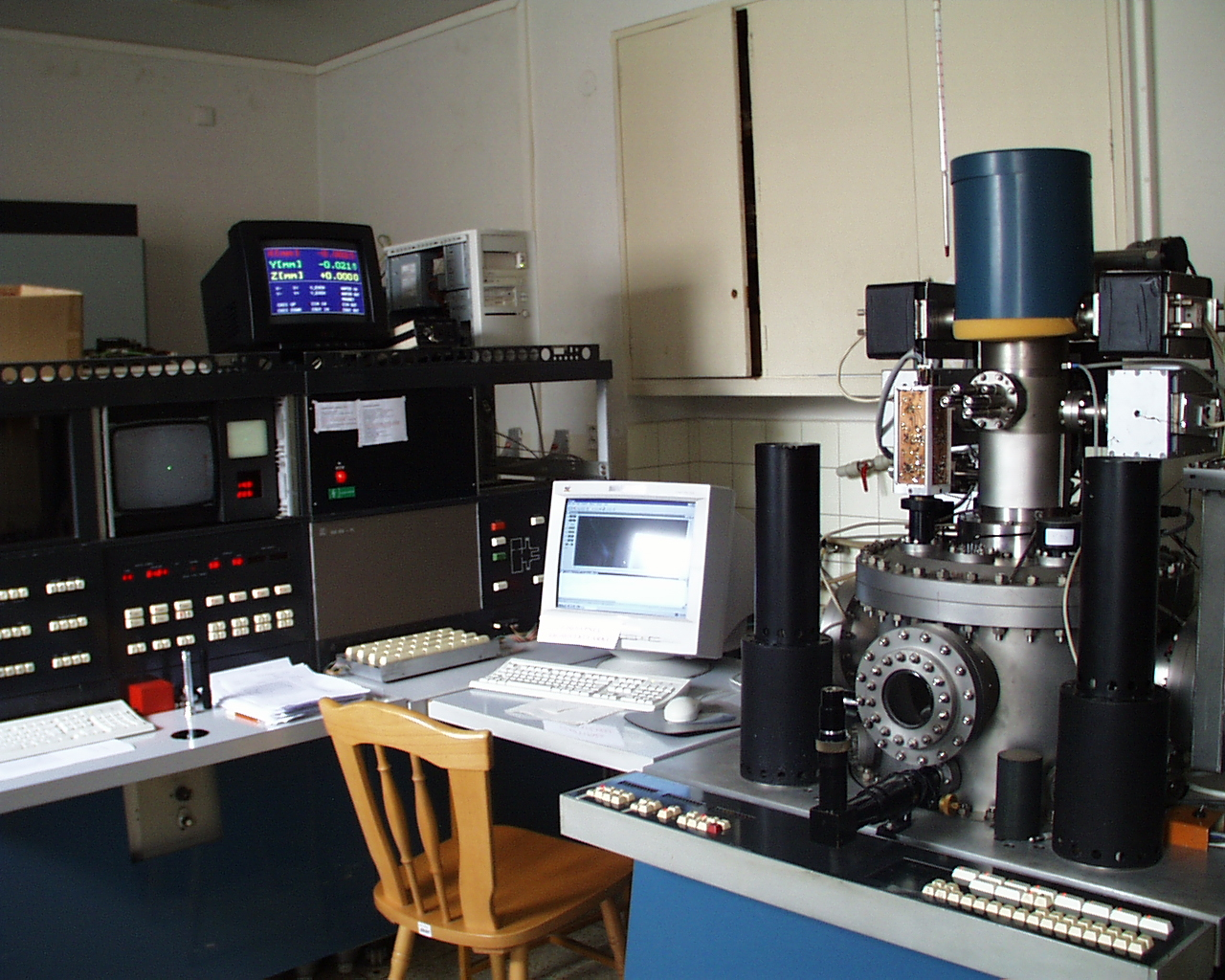
مثالی از تجهیزات مورد استفاده در لیتوگرافی پرتو الکترونی

طرح‌نگاری الکترونی (لیتوگرافی پرتو الکترونی) یا به اختصار لیتوگرافی، عمل اسکن یک پرتو متمرکز از الکترون ها برای ترسیم اشکال سفارشی روی سطحی پوشیده شده با یک فیلم حساس به الکترون به نام مقاومت است. پرتو الکترونی حلالیت مقاومت را تغییر می‌دهد و با غوطه‌ور کردن آن در یک حلال، امکان حذف انتخابی مناطق در معرض یا در غیر معرض مقاومت را فراهم می‌کند. هدف، مانند فتولیتوگرافی، ایجاد ساختارهای بسیار کوچک در مقاومت است که می تواند متعاقباً با حکاکی کردن به مواد زیرلایه منتقل شود.
این روش در اوایل دهه ۱۹۶۰ میلادی تقریباً هم‌زمان با طرح‌نگاری نوری ابداع شد. طرح نگار الکترونی از میکروسکوپ الکترونی روبشی (SEM) منشعب شده و بسیار شبیه آن است. این روش تنها با کشف پلیمر حساس به الکترون معروف به پلی متیل متاکریلات (PMMA)، امکان‌پذیر شد؛ تابش الکترون به پلی متیل متاکریلات، همانند تابش نور به پلیمر واسط در طرح نگار نوری است. ساخت طرح نانومتری بواسطه طرح نگاری الکترونی بسیار زودتر از طرح نگاری نوری انجام شد. از آنجا که پرتو الکترونی بسیار باریک فراهم گشت، طرح نگاری الکترونی با پلی متیل متاکریلات بسیار زود توانست وضوح تصویر بسیار بالاتری از آنچه که در آن زمان برای طرح نگاری نوری یک رؤیا بود دست یابد. در اوایل دهه ۱۹۷۰ میلادی، طرح نگاری الکترونی توانست طرح‌های ۶۰ نانومتری ایجاد کند.
مزیت اصلی لیتوگرافی پرتو الکترونی این است که می تواند الگوهای سفارشی با وضوح زیر 10 نانومتر ترسیم کند. این نوع لیتوگرافی بدون ماسک دارای وضوح بالا اما توان عملیاتی کم است و استفاده از آن را به ساخت ماسک نوری، تولید کم حجم دستگاه های نیمه هادی و تحقیق و توسعه محدود می کند.

## سیستم ها
سیستم‌های لیتوگرافی پرتو الکترونی مورد استفاده در کاربردهای تجاری، سیستم‌های نوشتن پرتو الکترونیکی اختصاصی هستند که بسیار گران هستند. برای کاربردهای تحقیقاتی، تبدیل میکروسکوپ الکترونی به یک سیستم لیتوگرافی پرتوی الکترونی با استفاده از لوازم جانبی نسبتاً کم هزینه بسیار رایج است. چنین سیستم های تبدیل شده‌‌ای حداقل از سال 1990 پهنای خط 20 نانومتر تولید کرده اند، در حالی که سیستم های اختصاصی فعلی پهنای خطی در حدود 10 نانومتر یا کمتر تولید کرده اند.
سیستم های لیتوگرافی پرتو الکترونی را می توان بر اساس شکل پرتو و استراتژی انحراف پرتو طبقه بندی کرد. سیستم های قدیمی تر از پرتوهای گاوسی شکل استفاده می کردند که این پرتوها را به صورت شطرنجی اسکن می کردند. سیستم های جدیدتر از پرتوهای شکلی استفاده می کنند که می توانند به موقعیت های مختلف در زمینه نوشتن منحرف شوند.

### دوخت و تراز

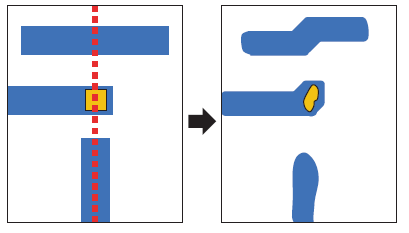
دوخت میدانی.دوخت یک نگرانی برای ویژگی های حیاتی است که از مرز میدان عبور می کنند (خط نقطه چین قرمز).

## رسوب انرژی الکترون در ماده

مدارهای الکترونی در مقاومت:یک الکترون فرودی (قرمز) الکترون های ثانویه (آبی) تولید می کند. گاهی اوقات، الکترون فرودی ممکن است همانطور که در اینجا نشان داده شده است به عقب پراکنده شود و سطح مقاومت (کهربا) را ترک کند.